# Golpe en las nubes
Golpe en las nubes (título original: Rapid Exchange) es una película estadounidense de acción y aventura de 2003, dirigida por Tripp Reed, que a su vez la escribió junto a Sam Wells, musicalizada por Christopher Holden, en la fotografía estuvo Todd Barron y los protagonistas son Lance Henriksen, Lorenzo Lamas y Aviva Gale, entre otros. El filme fue realizado por Jet Productions LLC y se estrenó el 13 de mayo de 2003.

## Sinopsis
Trata sobre unos delincuentes que quieren asaltar un Boeing 747 mientras vuela y hacerse de los 250 millones de dólares que transporta.